# Helmut Schaefer

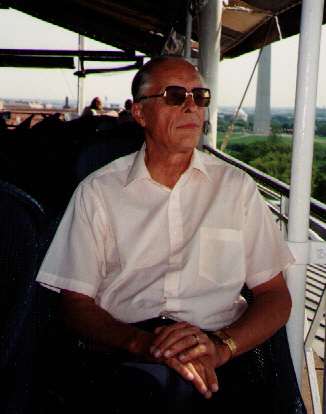
Helmut Schaefer, 1989

Helmut Heinrich Schaefer (Großenhain, 14 de fevereiro de 1925 — Tübingen, 16 de dezembro de 2005) foi um matemático alemão.
Foi eleito membro da Academia de Ciências de Heidelberg.